# Directory Opus

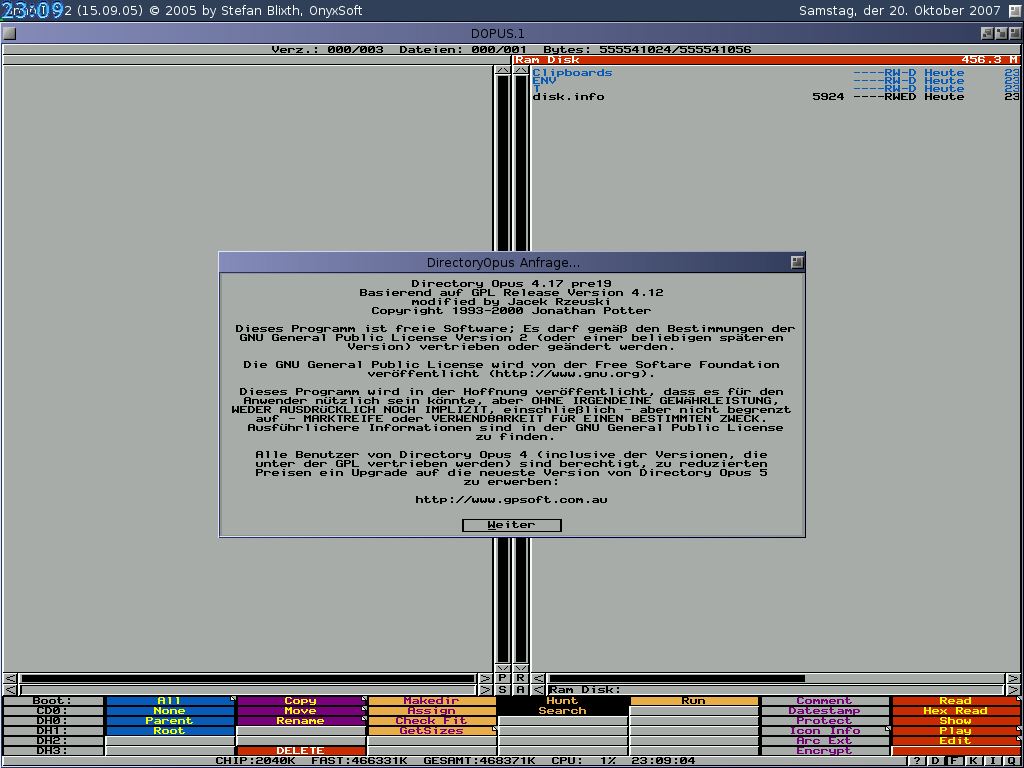
Directory Opus 4.17 pre19 unter MorphOS

Directory Opus (kurz DOpus) ist ein frei konfigurierbarer Dateimanager für Windows und AmigaOS, der gegenüber dem vom Betriebssystem zur Verfügung gestellten Dateimanager einen stark erweiterten Funktionsumfang bietet.

## Geschichte
Die erste, von Jonathan Potter entwickelte Version von Directory Opus wurde 1990 für AmigaOS veröffentlicht. Dank des großen Funktionsumfangs, der guten Integration ins Betriebssystem und der extremen Konfigurierbarkeit entwickelte sich das Programm sehr schnell zu einem der beliebtesten Dateimanager unter AmigaOS. Diese erste, bis zur Version 4 (1994) weiterentwickelte Inkarnation von Directory Opus war mit ihren zwei Verzeichnisfenstern und der darunterliegenden Knopf-Reihe noch stark vom Norton Commander inspiriert. Sie wurde 2000 unter der GNU General Public License freigegeben und wird seitdem von verschiedenen Programmierern weiterentwickelt.
Mitte der neunziger Jahre kam mit einem Wechsel des Distributors auch ein zusätzlicher Programmierer an Bord: Dr. Greg Perry. Man entschied sich, das bisherige Konzept aufzugeben und das Programm zu einem vollwertigen Desktop-Ersatz auszubauen. Auch der vollständig überarbeitete Directory Opus 5 wurde ein Erfolg und bis 2000 aktiv weiterentwickelt bzw. unterstützt. Die Rechte der Amiga-Version wurden 2004 an den schwedischen Distributor GuruMeditation verkauft, der jetzt an einer Anpassung von Directory Opus an die Version 4 von AmigaOS arbeitet.
Im Juni 2001 erschien mit Directory Opus 6 die dritte Inkarnation des Dateimanagers. Das Programm wurde von Jonathan Potter und Greg Perry auf Windows portiert und nochmals umfangreich erweitert. Die Windows-Version wird stetig weiterentwickelt, aktuell ist Version 13.1 (Februar 2024).

## Eigenschaften
Alle Versionen von Directory Opus sind umfangreich konfigurierbar. Für praktisch jede erdenkliche Operation, die der Anwender mit einer Datei durchführen kann, lässt sich die gewünschte Reaktion des Programms festlegen – und zwar für jeden Dateityp einzeln. Auch die Menüs und die Belegung der Toolbars können vom Anwender neu definiert werden.
Ab Version 5 lässt sich auch die grafische Benutzeroberfläche den Wünschen des Benutzers anpassen – das beinhaltet die Anzahl der Verzeichnisfenster, die Position und Bedeutung der einzelnen Elemente der Benutzeroberfläche oder auch die in Toolbars verwendeten Grafiken.
Weitere Funktionen von Directory Opus sind der transparent integrierte FTP-Client, die verschiedenen Anzeige-Modi für ein Verzeichnis (Windows-Version: Verzeichnisbaum, Dokumenten-Voransicht, Liste, …), konfigurierbare Ordner-Register (siehe auch Tabbed Browsing und Registerkarte – nur Windows-Version), die direkte Unterstützung verschiedener Archiv-Formate, Datei-Filter, Funktionen zum Umbenennen zahlreicher Dateien, Suchfunktionen und die Möglichkeit auf Wunsch den Dateimanager des Betriebssystems komplett zu ersetzen.